# Alexandru Ciutureanu

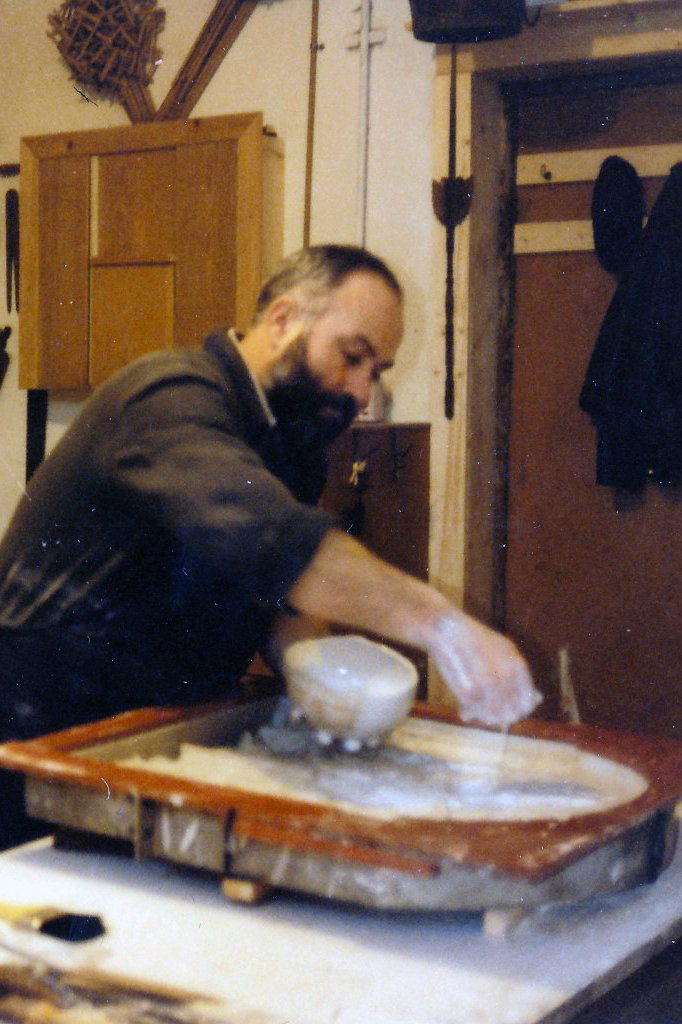
Vorarbeiten zum Kaisersteinbrucher Kreuzweg

Alexandru Ciutureanu (* 1951 in Bukarest, Rumänien; † 19. März 2013) war ein rumänischer Bildhauer. Er lebte und arbeitete bis zuletzt in seiner Geburtsstadt.
Ab 1990 war der Künstler über ein Jahrzehnt durch seine vielfältige Tätigkeit mit Kaisersteinbruch verbunden. Seine Werke sind ein wichtiger Bestandteil des heutigen Ortes.

## Leben und Wirken

### Internationales Künstlersymposium Steinbildhauerei Kaisersteinbruch 1990
Im Rahmen der 400-Jahr Feier von Kaisersteinbruch gründete Christoph E. Exler, Bildhauer aus Österreich, ein Künstlersymposium für Steinbildhauerei in Kaisersteinbruch, Burgenland, bis 1921 war das Császárkőbánya in Westungarn.
Es gelang ihm, einen Vertreter Rumäniens: Alexandru Ciutureanu und Ungarns: Ferenc Gyurcsek, zur Arbeit in das einst blühende Steinmetzdorf am Leithagebirge zu rufen.
In sechswöchiger Tätigkeit sollen Werke zeitgenössischer Kunst aus dem weißen, sehr harten und dichten Leithakalkstein, dem Kaiserstein entstehen. Auf einer Wiese, dieses Gebiet ist mittlerweile gänzlich verbaut – nahe einem zugeschütteten Steinbruch, bearbeitete Alexandru Ciutureanu einen Steinblock, ziseliert mit den Symbolen der Dreieinigkeit.
Abgewendet vom Kaserneneingang ruht das Meisterwerk am Dorfeingang. Auf der Südseite, angedeutet das Kreuz der Zisterzienser, im Uhrzeigersinn durch Bogengewölbe zu erreichen. Wie über einen geheimnisvollen Weg in ein ehemals geistiges Zentrum.

### Kaisersteinbrucher Sonnenuhr-Pfeiler mit Kaisersteinreliefs 1992
Unter der Gesamtplanung und Steinmetzarbeiten von Steinmetzmeister Friedrich Opferkuh für einen zu errichtenden Sonnenuhr-Pfeiler meißelte Alexandru Ciutureanu drei Kaiserstein-Reliefs.
- Italienische Meister in Kaisersteinbruch, 1550–1720. Auf der Schriftrolle die Namen Ferrethi, Maderno, Passerini, Regondi und Della Torre. Zitat von Schloss Neugebäude.
- Siegel von Elias Hügel, Hofsteinmetzmeister und Kirchenbaumeister, 1694–1755.
- Wiener Ringstraßenbau, tragende Architekturelemente, vor allem Stiegenstufen.

Kaiserstein ist hier als Bildhauerstein verarbeitet, wenn der Kaiserstein direkt vom Steinbruch kommt, also noch bruchfeucht ist, lässt er sich wunderbar bearbeiten. Lorenzo Mattielli hatte diese Qualität schon bei den Fassadenreliefs beim Stadtpalais des Prinzen Eugen kennengelernt.

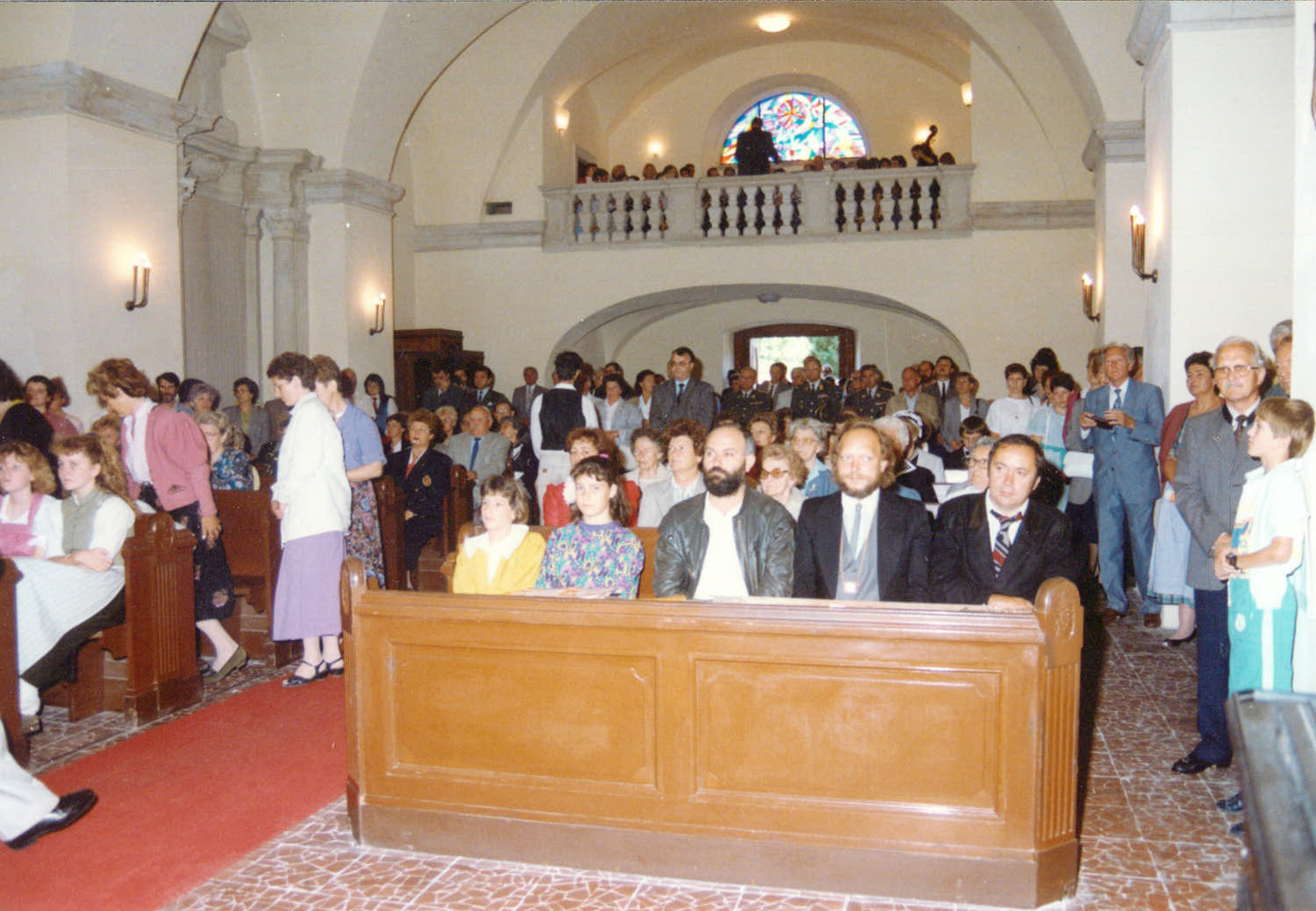
Symposiumsbeginn in der Kirche 1990
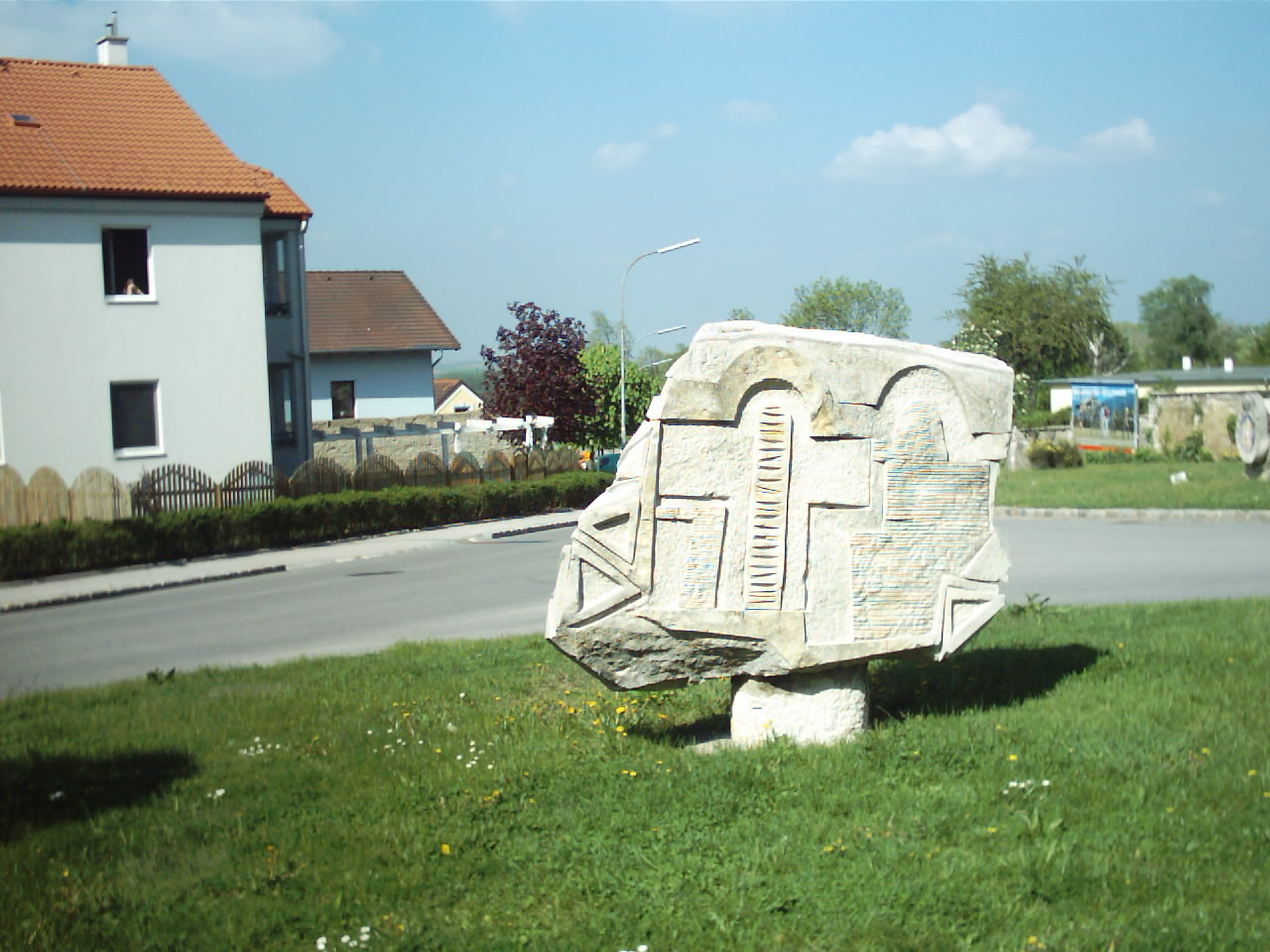
Rumänischer Symposiums-Stein
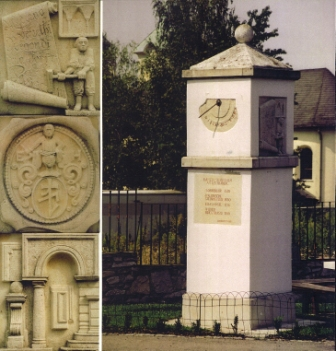
Sonnenuhr-Pfeiler, 1992
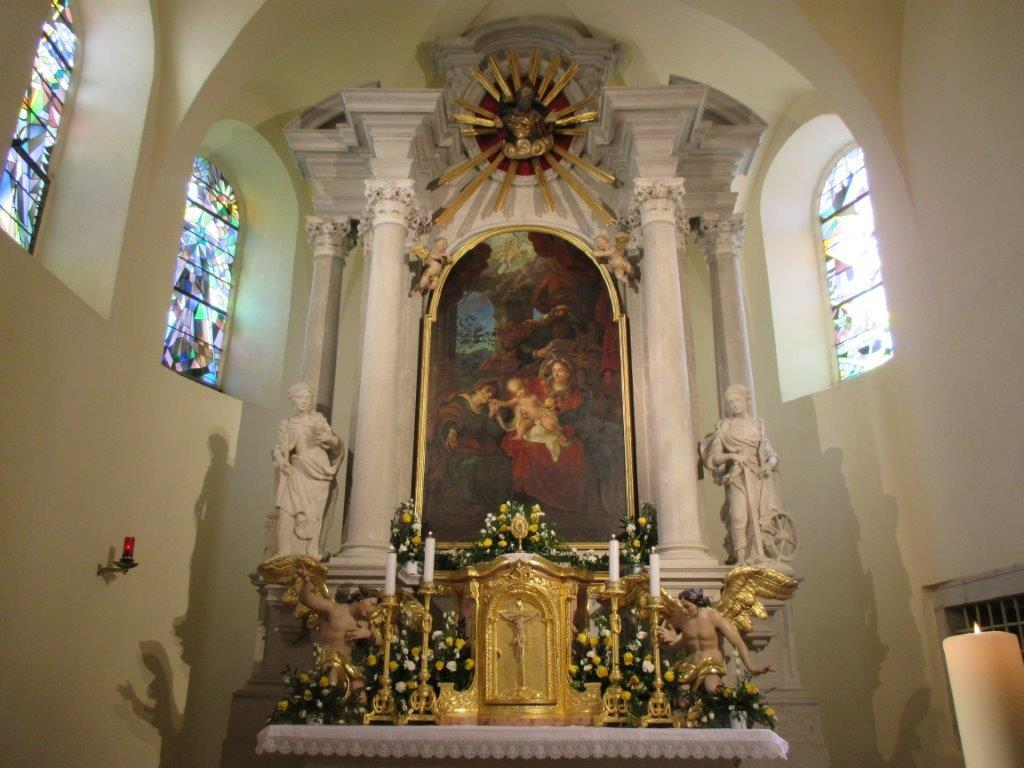
Strahlenkranz für Gottvater in den Wolken 1993
Steinrahmen des Kreuzweges 1994/5
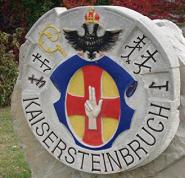
Kaisersteinbruch Ortsstein, 1997
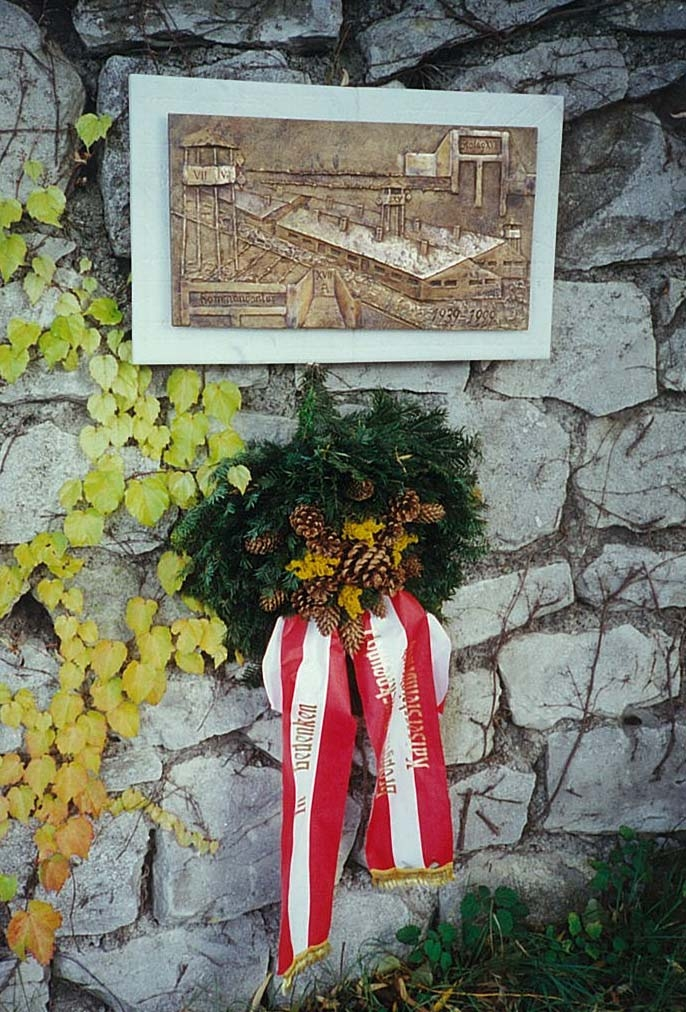
Bronzerelief STALAG XVII A, 1939–1999
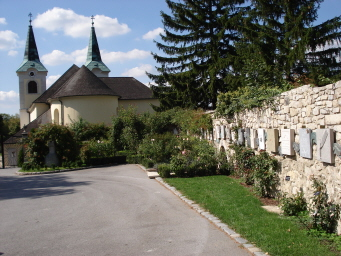
Blick auf Europabrunnen
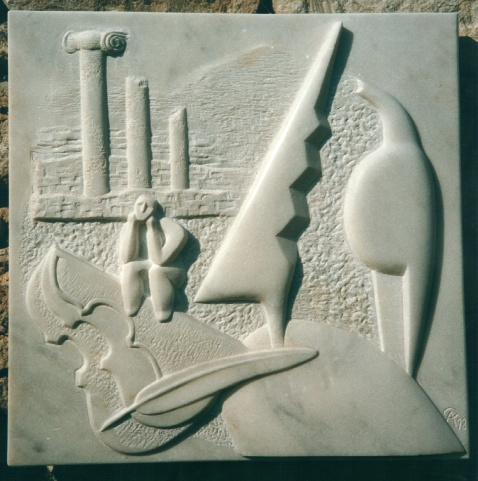
1998 Europa-Wand Kaisersteinbruch Rumänien

### Strahlenkranz für den Hochaltar 1993
Für den im Dorotheum ersteigerten „Gottvater in den Wolken“ des Hochaltares gestaltete er einen Strahlenkranz aus Lindenholz. Die 12 Strahlen erforderten ein hohes Maß an Durchhaltevermögen und Geduld. Für einen kreativen Künstler war das keine angenehme Aufgabe – mit dem Prachtstück eines Strahlenkranzes aus der Werkstätte von Giovanni Giuliani konnte er überzeugt werden.

### Kreuzweg in der Kirche 1994/95
14 Kreuzwegstationen aus Bronzeguss mit Steinrahmen von Bildhauer Alexandru Ciutureanu, er schrieb, … alles was ich für den Kaisersteinbrucher Kreuzweg gearbeitet habe, befindet sich in der Modellierphase in Plastilin und Gips, danach folgt in der Endphase die Bronze … Ich schicke vier Fotos, bitte um eine eilige Antwort, denn die Zeit wartet nicht. Deine Nachricht erhalten, ich kann nun meine Arbeit fortsetzen.
Der Bildhauer Alexandru Ciutureanu, rumänisch-orthodoxer Christ über sein Werk .. Ich habe versucht, das Thema so zu interpretieren, dass es seiner Bedeutung in der römisch-katholischen Kirche entspricht. Mich fasziniert das Material (Bronzeguss auf Steinrahmen) und das Licht. Die Kirche wird von der Sonne umkreist. Es ist sehr schön, wie die Strahlen der Sonne in der Kirche auf diese Kreuzweg-Reliefs fallen. Ich habe 47 Figuren in den 14 Stationen geschaffen. Diese Figuren – denke ich – können erzählen, was der Kreuzweg zu erzählen hat.
Die Finanzierung erfolgte zum größten Teil durch private Stifter, zusätzlich einer Subvention von Kulturkontakt Austria.

### Ortsstein
Alexandru Ciutureanu formte 1997 aus italienischem Bildhauerstein, von einem großen, unbehauenen Kaisersteinblock getragen, einen Ortsstein mit Symbolen zu den 3 Namen des Ortes.
- Heiligenkreuzer-Steinbruch: die Schwurhand der Zisterzienser vom Stift Heiligenkreuz, der Grundherrschaft („Unter einem krummen Staben ist es gut sein Wohnung haben“)
- Kaiser-Steinbruch: Kaiseradler – „Kaiserstein“ als Ehrentitel und Qualitätsbezeichnung. Dieser Ortsname setzte sich durch.
- Steinbruch am Leithaberg: Steinmetzzeichen einiger Meister, von links Sebastian Regondi, Elias Hügel, Johann Georg Haresleben, Johann Paul Schilck und Friedrich Opferkuh.

Jahre später erfolgte eine farbliche Fassung durch Ava Pelnöcker aus dem Nachbarort Sommerein.

### Europa-Symposium Kaisersteinbruch
Zu Ehren der österreichischen Präsidentschaft in der EU fand am 4. Juli 1998 die Feier des 1. Europa-Symposiums statt, als sichtbares Zeichen wurde ein Brunnen, der Europabrunnen, errichtet. An der Steinmauer des ehemaligen Pfarrhofes werden ab nun Europas Länder durch Steinreliefs vertreten sein. Den Anfang setzt das Marmorrelief (weißer Marmor von Ruschita) von Alexandru Ciutureanu mit einer Allegorie der rumänischen Kultur, einer Symbolik des geistigen Schaffens im Laufe der Jahrtausende. Figurative Darstellungen beziehen sich auf präzise vorhandene Kulturgüter.

## Europa-Skulpturenpark

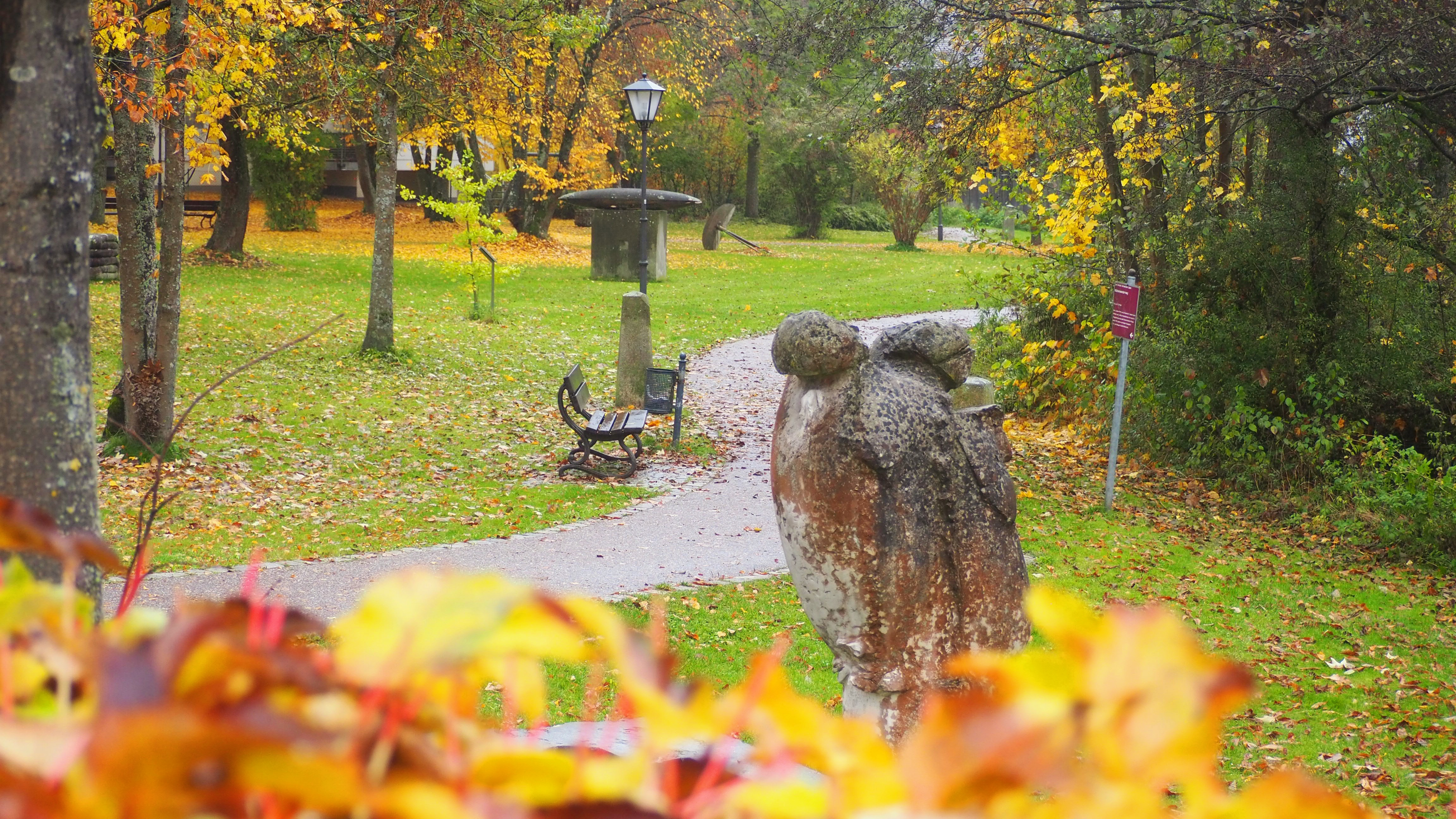
Blick auf den westlich gelegenen Teil des Zentrums des Skulpturenparks

Der Europa-Skulpturenpark liegt in der oberpfälzischen Gemeinde Beratzhausen in Deutschland. Er entstand ab dem Jahr 1992 und beinhaltet Bildhauerarbeiten aus Stein, Metall sowie Skulpturen aus Holz. Geschaffen wurde er, um nach dem Fall des Eisernen Vorhangs zunächst rumänischen Künstlern eine Bühne zu bieten und mithilfe der Kunst ost- und westeuropäische Länder und Völker zu verbinden.

### Werke in der Dauerausstellung
2004 „Alexandrus Mühle“ von Alexandru Ciutureanu

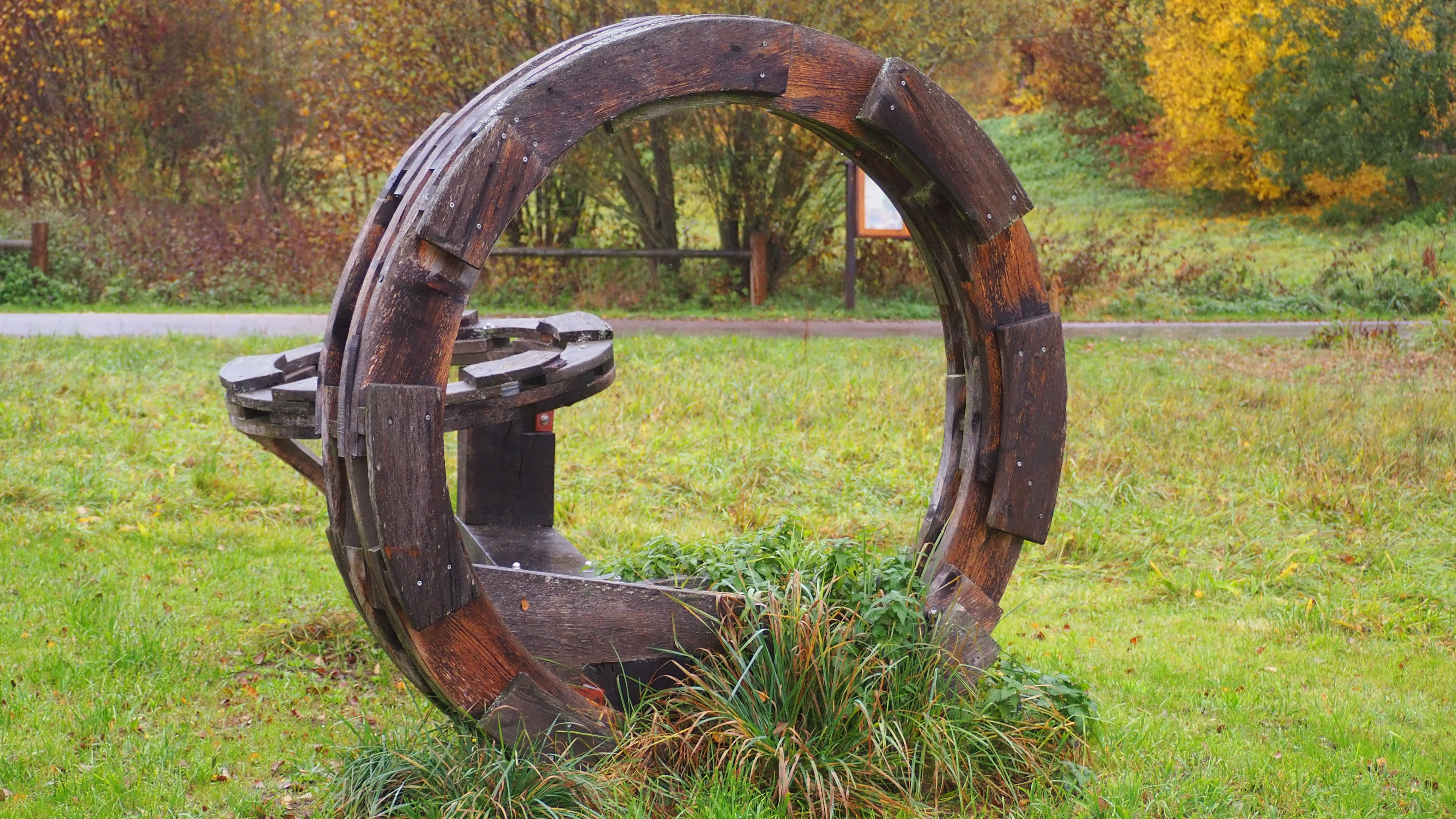
Alexandrus Mühle

Das Binden von außen und innen in einer ganz anderen Formensprache: So zeigt sich das Kunstwerk von Alexandru Ciutureanus in einer majestätischen Form. Der 2013 verstorbene Künstler lernte die Rhythmen und Prinzipien der Formen der Bauernkust in seiner Heimat Rumänien kennen. Durch das Einfügen des Raumes in sein Kunstwerk verlieh er ihr eine Dreidimensionalität. Gleichzeitig schafft er der Natur in der Umgebung die Möglichkeit, sich in die Skulptur zu integrieren. Die beiden Mühlräder, vertikal und horizontal angelegt, symbolisieren den Lauf des Wassers. Nicht zuletzt deshalb platzierte sie der Künstler direkt am Ufer der Schwarzen Laber inmitten des Skulpturenparks.